# SingStar Pop Hits 2
SingStar Pop Hits 2 es un juego de karaoke del sistema PlayStation 2 publicado por Sony Computer Entertainment Europe y desarrollado por SCEE y London Studio. Esta es la primera versión exclusiva para Francia y los países colindantes de habla francesa. Además es el último y más reciente título publicado en Francia. Se trata de una colección de 20 exitosos y más recientes temas franceses e ingleses. En Europa se lanzaron en los últimos 6 meses de 2007: SingStar '90s, SingStar Rock Ballads, SingStar R&B y una versión con canciones exclusivas de cada país en lugar de una versión internacional. En España su equivalente es SingStar Latino.
Debido al éxito en su acogida, este título tiene 2 secuelas: SingStar Pop Hits 3 y SingStar Pop Hits 4

## SingStar Pop Hits 2.Lista de canciones
| SingStar Pop Hits 2       |                       |
| Amine                     | "J'voulais"           |
| Amine                     | "My Girl"             |
| Ayo                       | "Down On My Knees"    |
| Bénabar                   | "Le Dîner"            |
| Christophe Willem         | "Double Je"           |
| David Guetta              | "Love Is Gone"        |
| David Guetta              | "Baby When The Light" |
| Emmanuel Moire            | "Le Sourire"          |
| Fatal Bazooka             | "Trankillement"       |
| Humphrey                  | "Dingue"              |
| Leslie & Amine            | "Sobri 2"             |
| Luke                      | "Soledad"             |
| Magic System              | "Bouger Bouger"       |
| Magic System              | "Ki Di Mié"           |
| Melissa M feat. Akhenaton | "Avec Tout Mon Amour" |
| Myriam Abel               | "Donne"               |
| Shy'm                     | "Tu Es Parti"         |
| Shy'm                     | "Oublie Moi"          |
| Tété                      | "Fils de Cham"        |
| Thierry Amiel             | "Cœur Sacré"          |